# Coppa del Presidente degli Emirati Arabi Uniti 2004-2005
La Coppa del Presidente degli Emirati Arabi Uniti 2004-2005  è la ventunesima edizione della competizione a cui partecipano le 24 squadre degli Emirati Arabi Uniti.
La squadra che si aggiudica il trofeo ha la possibilità di partecipare alla AFC Champions League.

## Ottavi di Finale
Al secondo round prendono parte 16 squadre, le migliori otto si qualificano ai quarti di finale.
| Partita | Team in Casa   | Risultato       | Team in Trasferta |
| ------- | -------------- | --------------- | ----------------- |
| 1       | Al-Ain         | 7 – 1           | Al-Uruba          |
| 2       | Al-Jazira      | 1 - 0           | Al-Nasr           |
| 3       | Al-Wasl        | 0 - 0(3-2 pen.) | Al Dhafra         |
| 4       | Al-Shabab      | 2 - 0           | Al-Khaleej        |
| 5       | Al-Shaab       | 0 - 0(4-5 pen.) | Sharjah           |
| 6       | Al-Wahda       | 4 - 1           | Dubai Club        |
| 7       | Shabab Al-Ahli | 2 - 1           | Ras Al Khaimah    |
| 8       | Emirates       | 0 - 1           | Ittihad Kalba     |

## Quarti di Finale
A questo round prendono parte 8 squadre, le migliori 4 si qualificano alle semifinali
| Partita | Team in Casa   | Risultato       | Team in Trasferta |
| ------- | -------------- | --------------- | ----------------- |
| 1       | Shabab Al-Ahli | 1 – 0           | Ittihad Kalba     |
| 2       | Al-Ain         | 1 - 0           | Al-Jazira         |
| 3       | Al-Wasl        | 1 - 1(4-2 pen.) | Al-Shabab         |
| 4       | Sharjah        | 4 - 5           | Al-Wahda          |

## Semifinale
| Al Ain 9 giugno 2005, ore 19:35 | Al-Ain | 2 – 0 | Al-Wasl | Sheikh Khalifa International Stadium (6.721 spett.) |

| Sharjah 10 giugno 2005, ore 19:35 | Al-Ahli Dubai | 2 – 3 | Al-Wahda | Sharjah Stadium (3.985 spett.) |

## Finale
| Al Ain 16 giugno 2005, ore 19:35 | Al-Ain | 3 – 1 | Al-Wahda | Sheikh Khalifa International Stadium (12.745 spett.) |